# شرقى حديد (قارة)

تعديل مصدري - تعديل

شرقي حديد هي إحدى قرى عزلة قارة بمديرية قارة التابعة لمحافظة حجة، بلغ تعداد سكانها 72 نسمة حسب تعداد اليمن لعام 2004.